# Logan (Iowa)
Logan település az Amerikai Egyesült Államok Iowa államában, Harrison megyében, melynek megyeszékhelye is. Lakosainak száma 1397 fő (2020. április 1.).

## Népesség
A település népességének változása:

| 2010 | 1 534 |
| 2020 | 1 397 |